# Chilperich I.

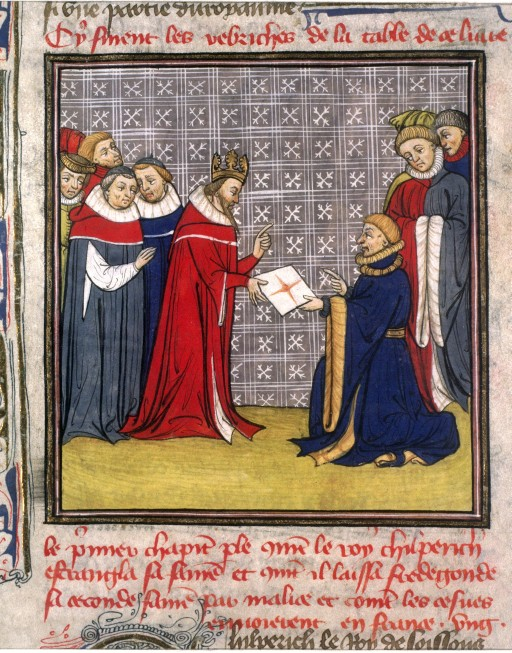
Chilperich übergibt eine Urkunde; Miniatur aus der Grandes chroniques de France, in der BNF

Chilperich I. (* um 535; † zwischen 27. September und 9. Oktober 584 in Chelles ermordet) war ein fränkischer König aus dem Geschlecht der Merowinger. Er regierte im Teilreich Neustrien (Soissons) von 561 bis zu seinem Tod. Er war ein Sohn des Königs Chlothar I. aus dessen Ehe mit Arnegunde.

## Leben
Chilperichs Vater Chlothar I. hatte in der letzten Phase seiner Regierungszeit das gesamte Frankenreich, das 511 aufgeteilt worden war, wieder unter seiner Herrschaft vereinigt. Als Chlothar 561 starb, waren von seinen Söhnen neben dem nicht als Königssohn anerkannten Gundowald noch vier am Leben, nämlich Charibert I., Guntram I. (Guntchramn), Sigibert I. und Chilperich I. Die drei erstgenannten stammten aus Chlothars Ehe mit Königin Ingund(e), während Chilperich der einzige Sohn von Ingunds Schwester, Königin Arnegunde, war. Früher wurde Chilperich allgemein als der jüngste Sohn angesehen; nach dem aktuellen Forschungsstand war er jedoch der zweitjüngste, Sigibert der jüngste. Chlothar hatte nach seiner Heirat mit Arnegunde (um 533/534) seine Verbindung mit deren Schwester Ingund nicht aufgegeben.
Nach dem Tod Chlothars I. brachten die vier Söhne den Leichnam gemeinsam zur Bestattung nach Soissons. Unmittelbar danach bemächtigte sich Chilperich des Thronschatzes und der Stadt Paris. Er bewog mächtige Vornehme durch Geschenke, sich ihm zu unterwerfen. Seine drei Halbbrüder verbündeten sich jedoch gegen ihn und vertrieben ihn aus Paris. Danach führten sie zu viert eine – wie der Geschichtsschreiber Gregor von Tours berichtet – „legitime“, also merowingischem Brauch entsprechende Reichsteilung durch. Chilperich erhielt dabei das Teilreich von Soissons. Er war jedoch mit seinem Erbanteil nicht zufrieden. Als Sigibert, der das östliche Reich Austrasien (Austrien) mit der Hauptstadt Reims erhalten hatte, durch Kämpfe gegen die Awaren gebunden war, nutzte Chilperich diese Gelegenheit zu einem Einfall ins Ostreich und eroberte Reims. Chilperichs Unzufriedenheit und Aggressivität hing wohl damit zusammen, dass er von Chlothar I. als Lieblingssohn bevorzugt worden war und daraus einen Anspruch auf eine Vorrangstellung bei der Nachfolgeregelung ableitete. Sigibert unternahm bald einen Gegenangriff; er eroberte Soissons und nahm Chilperichs Sohn Theudebert gefangen (562). 563 ließ Sigibert Theudebert frei, doch er behielt Soissons dauerhaft.
Im Jahr 567 starb Charibert I., der den Reichsteil erhalten hatte und dessen Hauptstadt Paris war. Da er keine Söhne hatte, wurde sein Gebiet aufgeteilt. Dabei erhielt Chilperich die Küstengebiete zwischen Somme und Loire. Zu seinem Anteil gehörten im Norden (Francia) Amiens und Beauvais sowie im Süden Bordeaux, Limoges und Cahors. Der größte Teil der Provinzen Rouen und Tours kam in seinen Besitz, nicht aber die Stadt Tours, die ebenso wie Poitiers an Sigibert fiel. Die Königsstadt Paris, über welche die Brüder sich nicht einigen konnten, wurde neutralisiert.
Die Feindschaft zwischen Chilperich und Sigibert verschärfte sich durch die Heiratspolitik. Sigibert heiratete 566 Brunichild, eine Tochter des Westgotenkönigs Athanagild. Diese Heirat veranlasste Chilperich, Athanagild um die Hand von Brunichilds älterer Schwester Gailswintha zu bitten. Die Ehe wurde geschlossen, doch schon um 570 ließ seine Konkubine Fredegunde Gailswintha ermorden. Daraufhin heiratete Chilperich Fredegunde, die von niedriger Herkunft war (sie stammte aus dem Gesinde). Dies führte zu einer dauerhaften Feindschaft zwischen Chilperich und Brunichild.
Chilperich eröffnete den Krieg gegen Sigibert, indem er Tours und Poitiers von einem Heer unter seinem Sohn Chlodwig besetzen ließ, um eine Verbindung zwischen seinen nördlichen Kerngebieten und seinem Besitz im Süden zu schaffen. Dieser Erfolg war nur vorübergehend, denn Chlodwigs Streitmacht wurde von Truppen Guntrams I. unter der Führung des Feldherrn Mummolus, der mit Sigibert verbündet war, vertrieben. 573 kam es jedoch zum Bruch zwischen Sigibert und Guntram. Chilperich nutzte diese Gelegenheit zu neuen Angriffen auf Sigiberts Gebiet, die er von seinem Sohn Theudebert ausführen ließ. Nach wechselhaften Kämpfen unternahm Sigibert 575 eine sehr erfolgreiche Offensive; er besetzte Paris und große Teile von Chilperichs Reich. Theudebert fiel im Kampf gegen Sigiberts Truppen, Chilperich verschanzte sich in Tournai im äußersten Norden seines Reichs. Viele bisherige Getreue Chilperichs liefen zum Sieger über, so dass Chilperich in eine aussichtslose Lage geriet. Als jedoch 575 Sigibert ermordet wurde – die beiden Mörder handelten im Auftrag Fredegundes –, trat die große Wende ein. Chilperich konnte den ganzen Teil des ehemaligen Reichs Chariberts, der 567 Sigibert zugefallen war, erobern. Brunichild wurde gefangen genommen, konnte jedoch 577 fliehen.
In Austrasien trat Childebert II., der unmündige Sohn Sigiberts und Brunichilds, die Nachfolge seines Vaters an. Die dortigen Großen verbündeten sich mit Guntram I. gegen Chilperich. 577 adoptierte Guntram, der keinen Erben hatte, Childebert II. und setzte ihn zu seinem Erben ein. Die austrasische Politik wurde von Chilperichs Feindin Brunichild gesteuert. 581 kam es jedoch in Austrasien zu einem Umschwung; Brunichild wurde gestürzt, und es kam eine Partei an die Macht, die sich mit Chilperich gegen Guntram verständigte. Chilperich hatte damals nach dem Tod seiner Söhne keinen männlichen Nachkommen mehr; daher setzte er im Rahmen dieses neuen Bündnisses seinen Neffen Childebert II. als Erben ein. Unter diesen Umständen gelang es Chilperich, auch noch Guntrams Anteil am ehemaligen Reich Chariberts in seinen Besitz zu bringen. Er plante 583 einen Großangriff auf Guntram, der gemeinsam mit den Austrasiern durchgeführt werden sollte. In Austrasien trat aber ein erneuter Umschwung zugunsten der Anhänger Brunichilds ein. Darauf bereitete sich Chilperich auf einen Krieg gegen seine austrasischen Gegner und gegen Guntram vor. Er verbündete sich mit dem Westgotenkönig Leovigild und verlobte seine Tochter Rigunth mit dessen Sohn Rekkared. Der Krieg brach aber nicht aus, denn im Herbst 584 wurde Chilperich bei der Rückkehr von der Jagd ermordet. Der Urheber des Anschlags ist unbekannt; es soll sich um eine Verschwörung unzufriedener Höflinge im Einvernehmen mit austrasischen Großen gehandelt haben. Chilperichs Sohn Chlothar II. war damals erst wenige Monate alt. Daher musste die Witwe Fredegunde sich unter den Schutz Guntrams stellen, der nun in Paris einzog.
Chilperich wurde in der Kirche St. Vincent in Paris beerdigt, ebenso wie 13 Jahre später Fredegunde.

## Familie
Chilperich heiratete dreimal. Die erste Ehe schloss er um 549/550 mit Audovera, die damals etwa fünfzehn Jahre alt war. Mit ihr hatte er die drei Söhne Theudebert (* um 548/551), Merowech (* um 551/552) und Chlodwig (Chlodowech, * um 553) sowie zwei Töchter, Basina (* um 555–565) und Childesinth (* um 565). Basina trat 580/581 in das Kloster Sainte-Croix zu Poitiers ein. Chilperich trennte sich von Audovera und heiratete um 567 in zweiter Ehe Gailswintha, eine Tochter des Westgotenkönigs Athanagild, die um 570 ermordet wurde. Diese Ehe blieb kinderlos. Darauf verband er sich in dritter Ehe mit der Magd Fredegunde, die schon seit etwa 565 seine Konkubine gewesen war. Von ihr hatte er fünf Söhne, von denen vier früh starben: Chlodobert (* 565; † 580); Samson (* 575; † 577); Dagobert († 580) und Theuderich (* 582; † 584). Nur der jüngste Sohn aus dieser Ehe, Chlothar II. (* 584), überlebte und konnte die Nachfolge Chilperichs antreten. Die einzige Tochter aus Chilperichs dritter Ehe war Rigunth, deren Verheiratung mit dem Sohn des Westgotenkönigs nicht zustande kam. Nach dem Tod Chilperichs kam es 589 zu schweren, auch handgreiflichen Auseinandersetzungen zwischen Fredegunde und Rigunth.
Von den drei Söhnen aus Chilperichs erster Ehe überlebte keiner den Vater. Theudebert fiel 575 im Kampf gegen Heerführer König Sigiberts. Merowech heiratete die nach Sigiberts Tod verwitwete Brunichild; er rebellierte 576 gegen seinen Vater und wurde im folgenden Jahr getötet. Chlodwig, der als Heerführer für Chilperich tätig gewesen war, geriet nach dem Tod seiner Brüder in Konflikt mit seiner Stiefmutter Fredegunde; er wurde 580 auf Befehl Chilperichs verhaftet und Fredegunde übergeben, die ihn in Noisy-le-Grand gefangenhalten und noch im selben Jahr ermorden ließ.

## Kulturelle Aktivität
Chilperich war für einen Merowinger relativ gebildet und zeigte ein für damalige Herrscher ungewöhnlich starkes Interesse an kulturellen Belangen. Er diskutierte über die Trinität und verfasste eine Schrift darüber, worin er die Unterscheidung von Personen in der Dreifaltigkeit ablehnte und die Einheit Gottes betonte. Diese Auffassung (Sabellianismus) war schon in der Antike von der Kirche verworfen worden und nach katholischer Auffassung Häresie. Chilperich schrieb lateinische Gedichte, die nicht mehr nach antiker Metrik auf der geregelten Abfolge kurzer und langer Silben beruhten, sondern – wie später im Mittelalter üblich – auf dem Rhythmus, der sich an der natürlichen Betonung orientiert. Eines dieser Gedichte, ein Hymnus auf den heiligen Medardus, ist erhalten. Außerdem fügte Chilperich dem lateinischen Alphabet vier neue Buchstaben hinzu, um es den Erfordernissen des fränkischen Lautsystems anzupassen. Er befahl, die neuen Schriftzeichen überall im Schulunterricht zu verwenden. Zeitweilig lebte an Chilperichs Hof der Dichter Venantius Fortunatus, der als Hofdichter den Herrscher rühmte.
Chilperich war sehr bemüht, römische imperiale Herrlichkeit für die Merowinger wieder in Szene zu setzen. So baute er in Soissons einen Circus und ein Amphitheater, welche aber aufgrund der fehlenden Nachhaltigkeit in der Kultur der Merowinger nicht überdauerten. Auch beauftragte er im Sinne der römischen Kaiser, Getreide einzukaufen und im Land zu verteilen. So übernahm er kaiserlich-römische Traditionen, ohne diese jedoch substantiell wieder beleben zu können.

## Zeitgenössische Beurteilung
Der Bischof und Geschichtsschreiber Gregor von Tours, der Chilperich gut kannte, beurteilte ihn äußerst negativ. Er bezeichnete ihn als Nero und Herodes unserer Zeit. Insbesondere schrieb er, der König habe Personen zu Unrecht verurteilt, um ihr Vermögen zu konfiszieren, und habe Testamente, die zugunsten der Kirchen abgefasst waren, nicht respektiert. Chilperich habe die Kirchen gehasst und die Bischöfe verspottet und oft gesagt: Siehe, unser Schatz ist arm, und unser Reichtum ist an die Kirchen gefallen; keiner herrscht jetzt überhaupt als allein die Bischöfe; unsere Macht ist dahin und an die Bischöfe der Städte gekommen. Nach Gregors Angaben war Chilperich in seinem Reich sehr unbeliebt.